# Connaught Place
Pour les articles homonymes, voir Connaught.
Connaught Place est une place circulaire et un quartier de New Delhi. Il s'agit d'un des principaux centres financiers, commerciaux et d'affaires de Delhi.
Construite par les Britanniques entre 1929 et 1933, la place comprend deux voies circulaires : le cercle intérieur Connaught Place (nommé d'après Arthur de Connaught et Strathearn) renommé officiellement Rajiv Chowk en 1995 (d'après Rajiv Gandhi), et le cercle extérieur, Connaught Circus, renommé Indira Chowk (d'après Indira Gandhi).
La partie centrale de Connaught Place abrite un parc reconstruit en 2006 à l'occasion de l'ouverture de la station Rajiv Chowk du métro de Delhi.

## Galerie

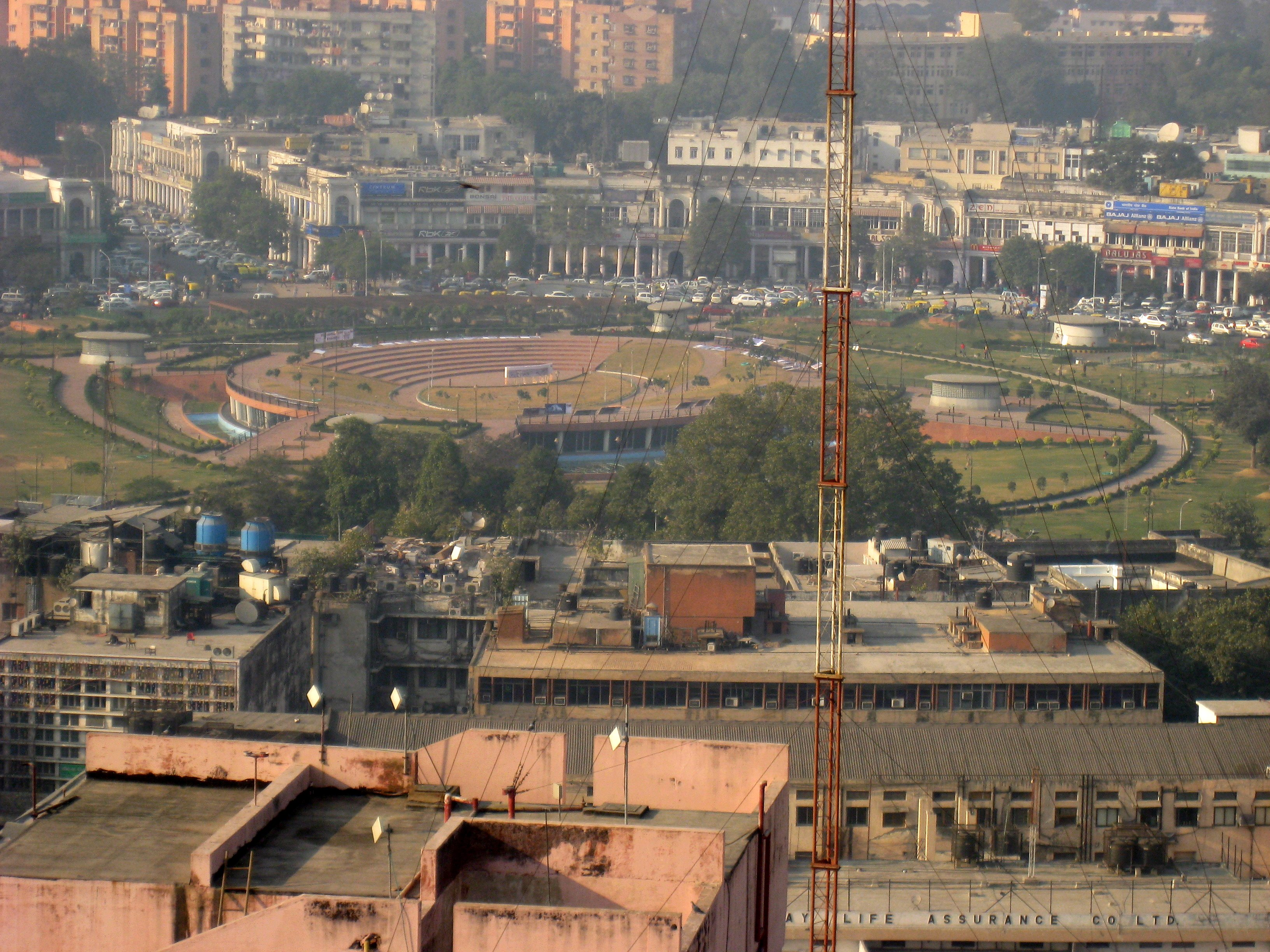
Parc central et cercle intérieur de Connaught Place.
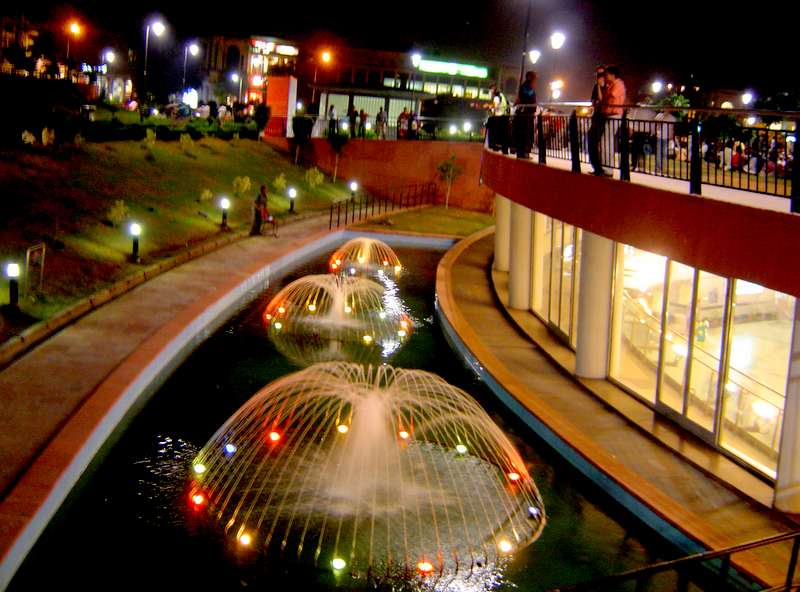
Parc central.
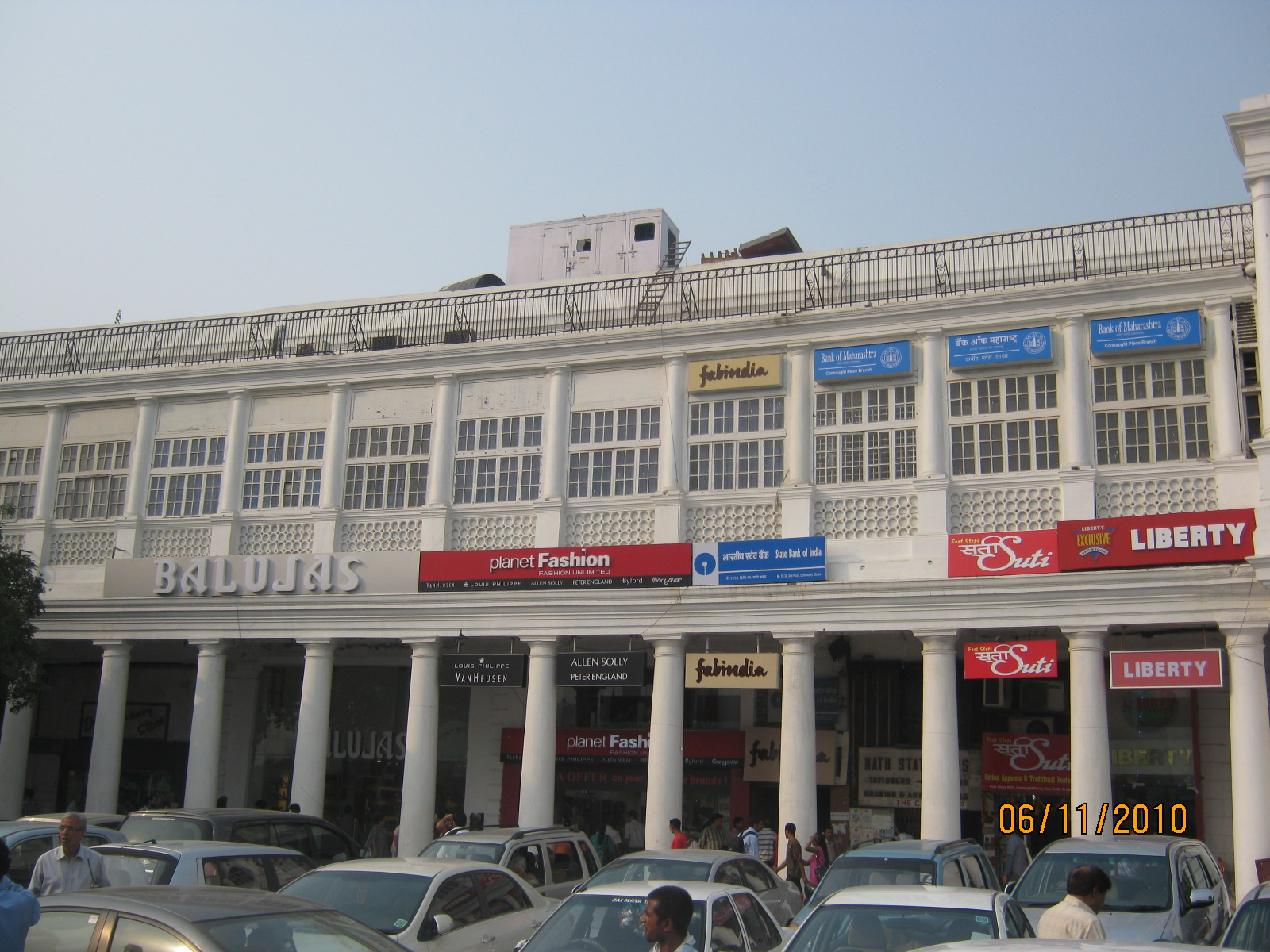
Bâtiment et magasins autour de Connaught Place.
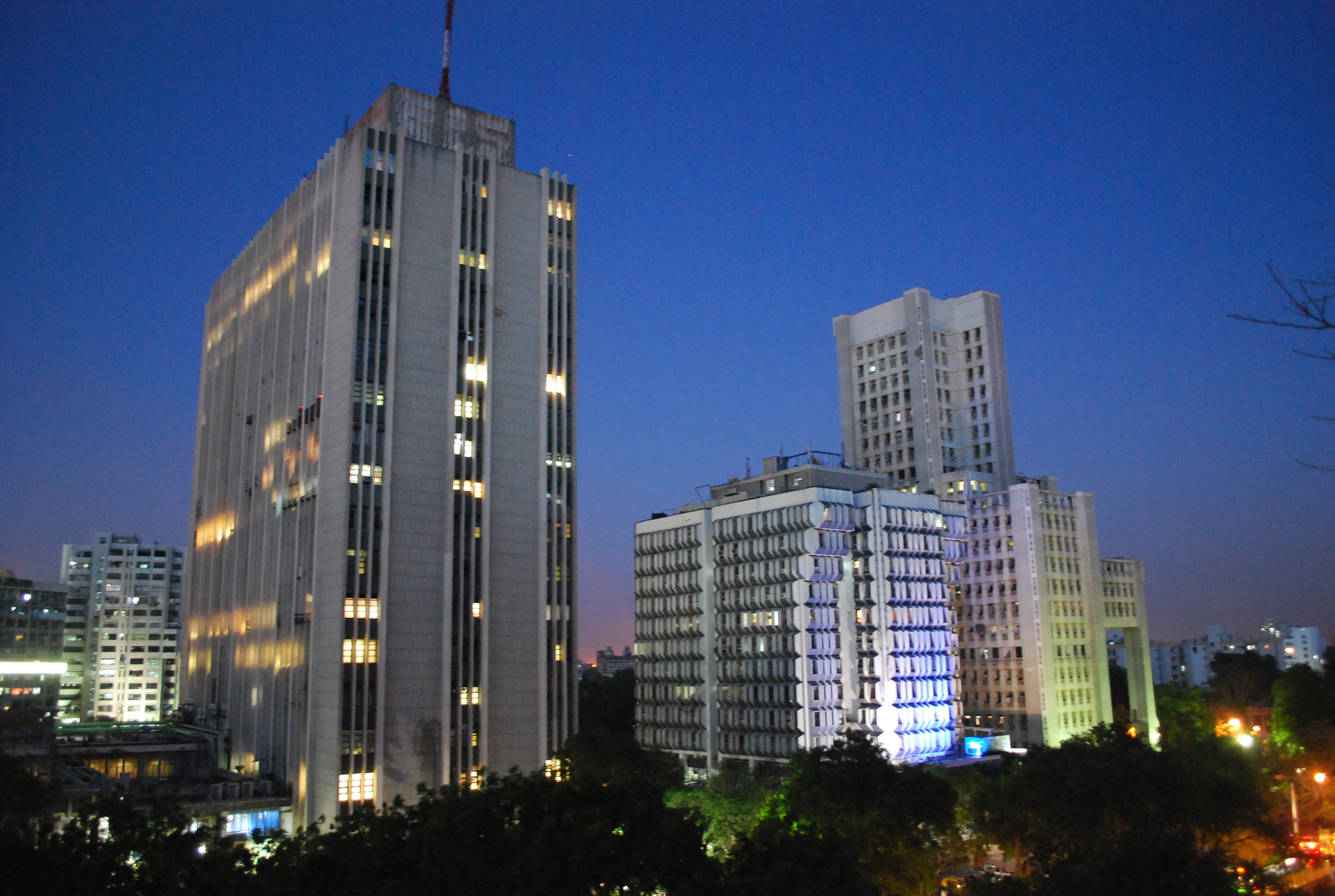
Gratte-ciel du quartier de Connaught Place.
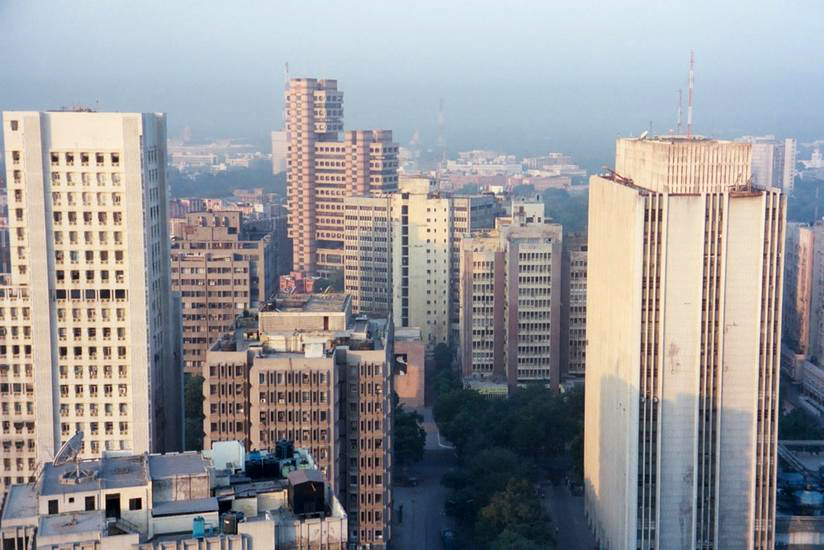
Gratte-ciel.